# Each Side of Screen
Albums de Wink
Diamond Box
(1991) Nocturne
(1992)
Singles
Each Side of Screen est le 8e album original du duo japonais Wink, sorti en 1992.

## Présentation
L'album sort le 25 avril 1992 au Japon sous le label Polystar, cinq mois après le précédent album du groupe, Sapphire. Il atteint la 11e place de l'Oricon, et reste classé pendant cinq semaines.
Deux des chansons de l'album, Tsuioku no Heroine et Matenrō Museum, étaient déjà sorties en singles en décembre et mars précédent. Deux autres chansons sont interprétées en solo : Like A Bird par Shoko Aida, et Mirai Made Matenai par Sachiko Suzuki.
Quelques titres de l'album sont des reprises de chansons occidentales adaptées en japonais : 
- Frou-Frou est une reprise de la chanson Brother Louie du groupe Hot Chocolate sortie en single en 1973 ;
- Pierce no Shinsō ~We Can Make It~ est une reprise de la chanson We Can Make It de la chanteuse Maizurah parue en album en 1992 ;
- Mirai Made Matenai est une reprise de la chanson Burning Through the Night du groupe de hard rock américain Roxanne sortie en single en 1988 ;
- Kiri no Rakuen ~That's the Way (I Like It)~ est une reprise de la chanson That's the Way (I Like It) de KC and the Sunshine Band sortie en single en 1975.

## Liste des titres
| 1.  | Frou-Frou                                                                  | Errol Brown, Anthony Wilson        | 4:06 |
| 2.  | Pierce no Shinsō ~We Can Make It~ (ピアスの真相...)                        | Joey Carbone, Jeff Carruthers      | 4:49 |
| 3.  | Matenrō Museum (摩天楼ミュージアム)                                        | Neko Oikawa / Kudo Takashi         | 4:15 |
| 4.  | Hakuya (白夜)                                                              | Rui Serizawa / Junko Hirotani      | 4:47 |
| 5.  | Like A Bird                                                                | B. Hughes, R. Seeman, John Keller, | 4:17 |
| 6.  | Mirai Made Matenai (未来まで待てない)                                      | James C. Brown, John A. Butler     | 4:13 |
| 7.  | Kiri no Rakuen ~That's the Way (I Like It)~ (霧の楽園 ~THAT'S THE WAY...~) | Harry Wayne Casey, Richard Finch   | 5:00 |
| 8.  | Renai Gambler (恋愛ギャンブラー)                                           | Neko Oikawa / KE-Y                 | 4:24 |
| 9.  | Tsuioku no Heroine (追憶のヒロイン)                                        | Neko Oikawa / Yuki Kadokura        | 4:21 |
| 10. | Tada Natsu ni Koi wo Shita (ただ夏に恋をした)                              | Rui Serizawa / Shunichi Matsumoto  | 4:30 |

Notes
1. ↑  Arrangements de Satoshi Kadokura, sauf ceux des titres N°8 et 10 de Tomoji Sogawa
2. 1 2 3 4  paroles japonaises de Neko Oikawa
3. ↑  https://www.ascap.com/repertory#/ace/search/workID/420355084
4. ↑  paroles japonaises de Natsumi Watanabe